# Morti nel 1984/Agosto
| Questa pagina contiene informazioni ricavate automaticamente dalle voci biografiche con l'ausilio del template Bio e di un bot. L'aggiornamento è periodico e automatico e ricostruisce completamente la pagina. Se manca una persona in questa lista, sei pregato di non aggiungerla, ma accertati piuttosto che la sua voce biografica contenga il template Bio e che i dati anagrafici siano correttamente compilati. Se il template Bio manca, inseriscilo tu stesso o, in alternativa, metti l'avviso {{tmp\|Bio}} che ne segnala la mancanza. Se i dati riportati sono sbagliati, correggi direttamente la voce biografica; le modifiche saranno visibili in questa lista entro pochi giorni. Per chiarimenti vedi il progetto biografie. La lista contiene solo le 82 persone che sono citate nell'enciclopedia e per le quali è stato implementato correttamente il template Bio. Pagina aggiornata al 3 mar 2024. |

- 1º agosto - Hjalmar Frisk, linguista svedese (n. 1900)
- 1º agosto - Xavier de Courville, scrittore e storico francese (n. 1894)
- 2 agosto - Quirino Cristiani, disegnatore e regista argentino (n. 1896)
- 2 agosto - Niyazi, direttore d'orchestra e compositore sovietico (n. 1912)
- 2 agosto - Francesco Speranza, pittore italiano (n. 1902)
- 3 agosto - Michail Jur'evič Bulgakov, calciatore sovietico (n. 1951)
- 3 agosto - Raffaele Di Nardo, politico italiano (n. 1917)
- 3 agosto - Vladimir Fëdorovič Tendrjakov, scrittore sovietico (n. 1923)
- 4 agosto - Walter Burke, attore statunitense (n. 1908)
- 4 agosto - Donald Johnston, canottiere statunitense (n. 1899)
- 4 agosto - Mary Miles Minter, attrice statunitense (n. 1902)
- 4 agosto - Edmon Ryan, attore statunitense (n. 1905)
- 4 agosto - Roman Irinarchovič Tichomirov, regista cinematografico sovietico (n. 1915)
- 5 agosto - Richard Burton, attore britannico (n. 1925)
- 5 agosto - Nicola Catalano, giurista e magistrato italiano (n. 1910)
- 5 agosto - Rudolf Hagelstange, poeta tedesco (n. 1912)
- 5 agosto - Erich von der Heyde, agronomo tedesco (n. 1900)
- 6 agosto - Visarion Aștileanu, presbitero e vescovo ortodosso romeno (n. 1914)
- 7 agosto - Johanna de Boer, schermitrice olandese (n. 1901)
- 7 agosto - Ann Christy, cantante belga (n. 1945)
- 7 agosto - Esther Phillips, cantante statunitense (n. 1935)
- 8 agosto - Richard Deacon, attore statunitense (n. 1921)
- 8 agosto - Rina Gaioni, attrice teatrale italiana (n. 1893)
- 8 agosto - Hermann Michel, militare tedesco (n. 1909)
- 8 agosto - Vladimir Pachman, compositore di scacchi cecoslovacco (n. 1918)
- 9 agosto - Silvio Mazzoli, calciatore italiano (n. 1912)
- 9 agosto - Walter Tevis, scrittore statunitense (n. 1928)
- 11 agosto - Federico Fontanive, anarchico italiano (n. 1905)
- 11 agosto - Li Weihan, politico cinese (n. 1896)
- 11 agosto - Paul Felix Schmidt, scacchista e chimico estone (n. 1916)
- 12 agosto - Vittorio Barone Adesi, politico italiano (n. 1915)
- 12 agosto - Lenny Breau, chitarrista statunitense (n. 1941)
- 12 agosto - Fulvio Muzi, pittore italiano (n. 1915)
- 13 agosto - Alberto Lupo, attore e conduttore televisivo italiano (n. 1924)
- 13 agosto - Tigran Petrosjan, scacchista sovietico (n. 1929)
- 14 agosto - KhaShaba Jadav, lottatore indiano (n. 1926)
- 14 agosto - John Boynton Priestley, romanziere e drammaturgo inglese (n. 1894)
- 15 agosto - Norman Petty, pianista e produttore discografico statunitense (n. 1927)
- 15 agosto - Marcello Zanfagna, politico italiano (n. 1922)
- 16 agosto - Ilio Guerrini, calciatore italiano (n. 1905)
- 17 agosto - Luis Franco Cascón, vescovo cattolico spagnolo (n. 1908)
- 17 agosto - Rinaldo Donzelli, artista e designer italiano (n. 1921)
- 17 agosto - Bruno Premiani, fumettista e illustratore italiano (n. 1907)
- 19 agosto - Azar Andami, medico iraniana (n. 1926)
- 19 agosto - Louis Lansana Beavogui, politico guineano (n. 1923)
- 19 agosto - Ezio Cecchi, ciclista su strada italiano (n. 1913)
- 19 agosto - George Milo, scenografo statunitense (n. 1909)
- 19 agosto - Werner Peiner, pittore tedesco (n. 1897)
- 19 agosto - Manlio Quarantelli, aviatore italiano (n. 1926)
- 20 agosto - Aleksandr Gavrilovič Ivanov, regista cinematografico sovietico (n. 1898)
- 20 agosto - Arnolds Tauriņš, calciatore lettone (n. 1905)
- 21 agosto - Young Firpo, pugile statunitense (n. 1907)
- 21 agosto - Paul D. Harkins, generale statunitense (n. 1904)
- 21 agosto - Wolfgang Schleif, regista e sceneggiatore tedesco (n. 1912)
- 21 agosto - Phil Seuling, imprenditore statunitense (n. 1934)
- 22 agosto - Freddie Steele, pugile e attore statunitense (n. 1912)
- 23 agosto - Charlie Robertson, giocatore di baseball statunitense (n. 1896)
- 23 agosto - Romano Vio, scultore italiano (n. 1913)
- 24 agosto - Martín Almagro Basch, archeologo e storico spagnolo (n. 1911)
- 24 agosto - John Johnsen, nuotatore norvegese (n. 1892)
- 25 agosto - Truman Capote, scrittore, sceneggiatore e drammaturgo statunitense (n. 1924)
- 25 agosto - Viktor Čukarin, ginnasta sovietico (n. 1921)
- 25 agosto - Waite Hoyt, giocatore di baseball statunitense (n. 1899)
- 25 agosto - Ugo Magnetto, calciatore italiano (n. 1902)
- 25 agosto - Andy Varipapa, giocatore di bowling italiano (n. 1891)
- 25 agosto - Stefan Wójcik, cestista polacco (n. 1930)
- 26 agosto - Harry Betmead, calciatore inglese (n. 1912)
- 26 agosto - Lawrence Joseph Shehan, cardinale e arcivescovo cattolico statunitense (n. 1898)
- 28 agosto - Corrado Annicelli, attore italiano (n. 1905)
- 28 agosto - Muḥammad Naǧīb, generale e politico egiziano (n. 1901)
- 29 agosto - Desiderio Fajardo, calciatore spagnolo (n. 1899)
- 29 agosto - Pierre Gemayel, politico libanese (n. 1905)
- 29 agosto - Abdel Rahman Hafez, cestista egiziano (n. 1923)
- 29 agosto - Pina Menichelli, attrice italiana (n. 1890)
- 30 agosto - John Aalberg, ingegnere statunitense (n. 1897)
- 30 agosto - Sawako Ariyoshi, scrittrice, drammaturga e regista teatrale giapponese (n. 1931)
- 30 agosto - Wesley Lau, attore statunitense (n. 1921)
- 30 agosto - Ottavio Morgia, calciatore e allenatore di calcio italiano (n. 1920)
- 30 agosto - Carlo Alberto Quario, calciatore e allenatore di calcio italiano (n. 1913)
- 31 agosto - Moshe Czerniak, scacchista polacco (n. 1910)
- 31 agosto - Carlo Zecchi, direttore d'orchestra italiano (n. 1903)
- 31 agosto - Antonio dos Reis Carneiro, dirigente sportivo brasiliano (n. 1899)